# Smell-O-Vision
Smell-O-Vision was een systeem dat geuren verspreidde tijdens de projectie van een film, zodat de bezoeker kon ruiken wat tijdens de film gebeurde. Het systeem is uitgevonden door de Zwitser Hans Laube.
De enige film die van deze techniek gebruik maakte was Scent of Mystery uit 1960. De geuren werden verspreid via een apparaat dat reageerde op de geluidsband van de film. De aroma’s werden via een stelsel van plastic buizen naar de stoelen van de bioscoopbezoekers gebracht. Bij de première in Chicago’s Cinestage Theatre was circa 1,5 kilometer aan buizen aangebracht. Bezoekers reageerden wisselend: niet alle geuren waren opgemerkt, en op het balkon kwam de geur soms enkele seconden te laat.
Andere systemen die bedoeld zijn om de bioscoopbezoeker te laten ruiken wat tijdens de film gebeurt zijn Aromarama en Odorama.